# 宇宙一せまい授業!
宇宙一せまい授業!（うちゅういちせまいじゅぎょう）は、インターネット放送局の『あっ!とおどろく放送局』にてオンデマンド放送で放送されていた番組である。

## 概要
マニアックな業界のスペシャリストが登場し、マニアックな知識や情報を視聴者に授業形式で伝える。
2008年10月から毎週火曜日に更新されるオンデマンドのみの放送（バックナンバー配信もあり）。

## 放送局
- あっ!とおどろく放送局

## 出演者
番組MC
- 北本かつら（放送作家）

アシスタント
ゲスト

## 書籍
- 『宇宙一せまい授業！』（東邦出版、2008年5月16日） ISBN 978-4-8094-0694-2
これまでに番組に出演したゲストの中から14人をピックアップして書籍化した初の番組本。収録されている先生は、井沢元彦、板垣恵介、岩谷テンホー、川口克己、木村裕子、小林弘典、高橋勝大、高橋名人、テレンス・リー、寺坂直毅、徳大寺有恒、新堀寛己、藤田紘一郎、緑健児の14人。